# De l'origine des fables
De l’origine des fables est un essai publié en 1724 par le penseur et philosophe français Bernard le Bovier de Fontenelle.
Fontenelle applique, dans l’origine des fables, la méthode comparative à la religion pour attribuer à l’ignorance des premiers hommes, qui devaient recourir à des divinités supérieures pour expliquer des faits dont ils ne connaissaient pas la cause, leur croyance au surnaturel.
Fontenelle vise principalement, dans cette œuvre relativement brève, à démonter toute idée de surnaturel et de miracle en faisant valoir qu’il n’y a de singulier que ce qui échappe à la connaissance.
Il est évident qu’au travers de ces attaques, c’est moins la mythologie païenne que le christianisme que vise Fontenelle pour qui l’histoire des mythes et les fables n’est que « l’histoire des erreurs de l’esprit humain ».

## Introduction
« On nous a si fort accoutumés pendant notre enfance aux fables des Grecs, que quand nous sommes en état de raisonner, nous ne nous avisons plus de les trouver aussi étonnantes qu’elles le sont. Mais si l’on vient à se défaire des yeux de l’habitude, il ne se peut qu’on ne soit épouvanté de voir toute l’ancienne histoire d’un peuple, qui n’est qu’un amas de chimères, de rêveries et d’absurdités. Serait-il possible qu’on eût donné tout cela pour vrai ? à quel dessein nous l’aurait-on donné pour faux ? quel aurait été cet amour des hommes pour des faussetés manifestes et ridicules, et pourquoi ne durerait-il plus ? car les fables des Grecs n’étaient pas comme nos romans qu’on nous donne pour ce qu’ils sont, et non pas pour des histoires ; il n’y a point d’autres histoires anciennes que les fables. Éclaircissons, s’il se peut, cette matière ; étudions l’esprit humain dans une de ses plus étranges productions : c’est là bien souvent qu’il se donne le mieux à connaître. »

« Dans les premiers siècles du monde, et chez les nations qui n’avaient point entendu parler des traditions de la famille de Seth, ou qui ne les conservèrent pas, l’ignorance et la barbarie durent être à un excès que nous ne sommes presque plus en état de nous représenter. Figurons-nous les Cafres, les Lapons ou les Iroquois ; et même prenons garde que ces peuples étant déjà anciens, ils ont dû parvenir à quelque degré de connaissance et de politesse que les premiers hommes n’avaient pas. »

« À mesure que l’on est plus ignorant, et que l’on a moins d’expérience, on voit plus de prodiges. Les premiers hommes en virent donc beaucoup ; et comme naturellement les pères content à leurs enfants ce qu'ils ont vu et ce qu'ils ont fait, ce ne furent que prodiges dans les récits de ces temps-là. »